# Freunde des Wohlstands
Die Freunde des Wohlstands sind eine Aktivistengruppe des Linzer Vereins Social Impact Aktionsgemeinschaft, die mit Mitteln der Kommunikationsguerilla an der Entwicklung von Narrationen, d. h. bildhaften Illustrationen, arbeitet, die gesellschaftspolitische Reibungsflächen und Konflikte sichtbar machen. Eines der Schwerpunktthemen von Social Impact sind die Handlungseinschränkungen marginalisierter Gruppen.

## Selbstverständnis und Ziele
Die Aktivistengruppe rund um die Künstler Isabella Herber, Carlos Anglberger, Barbara Larcher, Thomas Pichler, Othmar Steiner, Christian Chorherr und den Kommunikationswissenschaftler Thomas Duschlbauer hat sich darauf spezialisiert, mit den Mitteln des versteckten Theaters und satirisch unterfüttertem Aktionismus herkömmliche Klischees zu stören. Seit 2009 verteidigt sie die Minderheitenrechte der Superreichen. Entstanden ist die Idee aus den Erfahrungen der Finanzkrise, auf die es kaum Reaktionen und Demonstrationen der Zivilgesellschaft gab. Dieses Vakuum beabsichtigen die Freunde des Wohlstands mit immer dreisteren Forderungen zu füllen. „In Cash We Trust“, „Armut stinkt – Geld nicht“, „Euer Neid kotzt uns an“, „Jeder Mensch hat seine Chance. Wir haben sie ergriffen.“: Mit derartigen Slogans will die Gruppe provozieren und nützt dafür den öffentlichen Raum als Bühne.

## Kunstaktionen
Fondsmanager aller Länder, vereinigt euch!
Die Freunde des Wohlstands gingen für ihre Rechte auf die Straße und engagierten sich auch für die Freilassung ihres Freundes Helmut Elsner.
Der Neidgesellschaft die Stirn bieten
Dies war das Motto der Freunde des Wohlstands, die im Oktober 2010 im Rahmen der Messe „Luxury Please“ dagegen demonstrierten, dass sie zunehmend an den Rand der Gesellschaft gedrängt werden.
Kauf was gscheit’s!
Konsumenten prellen den heimischen Handel: Die Freunde des Wohlstands machten im Advent 2010 in der Linzer Innenstadt Jagd auf skrupellose Wirtschaftsschädlinge und prangerten öffentlich gewissenlose Schnäppchenjäger, Konsumverweigerer und Billigeinkäufer an.
Unsere Oper ist kein Bunga-Bungalow!
Protestkundgebung der Freunde des Wohlstands beim Opernball 2011 gegen das stetig sinkende Niveau des einst so glanzvollen Ereignisses.
Jedermann hat ein Recht auf Reichtum!
Die Freunde des Wohlstands machten anlässlich der Eröffnung der Festspiele 2011 die gesamte Innenstadt von Salzburg zur Bühne einer Neuinterpretation des Stückes „Jedermann“ und führten dabei den Passanten vor Augen, dass Reichtum nichts ist, wofür ein anständiger Mensch sich schämen muss. Selbst der Tod wurde dabei nicht verschont und bekam seine verdiente Strafe.
Gewinnmesse 2011
Der tragische Freitod eines Spekulanten zeigt, wie Superreiche enden, wenn nicht bald etwas gegen den Mob des Proletariats und anderer Neider unternommen wird.
1% für Afrika
Die Freunde des Wohlstands aßen gegen den Hunger: Sie setzten ein Zeichen und spendeten den Erlös eines Schau-Essens an der Linzer Donaulände den Hungerleidern in Afrika. Das Volk hatte dabei die Chance, diesem Schau-Essen der heimischen Wirtschaftselite live beizuwohnen, und erlebte mit Oligarchen, Hedgefondsmanagern und Millionärsgattinen einen kulinarischen Höhenflug nach dem anderen.
Aktion Triple A
Dramatische Bankenrettung unter Polizeischutz: In einer Aktion drangen die Freunde des Wohlstands in die Foyers der Bank Austria und Erste im 1. Wiener Bezirk ein und überraschten die Angestellten mit ihrer ganz privaten Bankenrettung. Getreu dem Motto der Freunde des Wohlstands „In Cash We Trust“ wurden hunderte dicker Geldbündel in der Bank deponiert.
Bankeschön II
Die Freunde des Wohlstands schreiten zur größten Charity-Aktion Österreichs: Nach einer ersten Aktion rund um die Pleite der Hypo Alpe Adria in Linz marschieren sie vor das Finanzministerium in Wien. Die Gruppe setzte sich im Rahmen dieser Kundgebung bei der Wiener Staatsoper für den Kauf der Hypo Alpe Adria durch den bosnischen Multimilliardär Ivan Zilic ein.
Kein Urlaub bei Urlaubern
Mit dieser Aktion protestieren die Freunde des Wohlstands gegen den „Schlendrian“ der Griechen und erinnern sie als großes Vorbild an Arbeitsamkeit an ihren Vorfahren Sisyphos.
Freiheit für Ernst Strasser
Vor dem Landesgericht Wien demonstrierten 2013 die Freunde des Wohlstands für die Freiheit Ernst Strassers. Als „Beweis“ für seine Unschuld präsentierten sie eine Agentenfalle, in der sich auch prompt „Agenten“ des britischen Secret Service verfingen.
Finger weg vom Bankgeheimnis
Mit einer Femen-artigen Gegendemonstration protestieren die Freunde des Wohlstands bei der Erster-Mai-Kundgebung 2013 der SPÖ. Sie wendeten sich gegen gemutmaßte Einschränkungen des Bankgeheimnisses.
STRATOS 2.0
Anlässlich der geplanten Transaktionssteuer lassen die Freunde des Wohlstands am 17. November 2012 vor dem Wiener Parlament einen riesigen Ballon in Form eines Stinkefingers steigen. In diesem Zusammenhang fordern sie die Einführung einer „gemäßigten“ Diktatur.
Betteldemo in Linz
Nach dem Motto „Wo viel Licht ist, muss auch viel Schatten sein“ setzen sich die Freunde des Wohlstands für die Bettler und gegen das Bettelverbot ein, auch im Hinblick auf die touristischen Aspekte der pittoresken Folklore. Als Kompensation für die Belästigung verteilen sie Geld.